# Johann Gustav Droysen
Johann Gustav Droysen (Treptow del Rega, 6 de julio de 1808 - Berlín, 19 de junio de 1884) fue un destacado historiador alemán. Fue profesor en el instituto Gymnasium zum Grauen Kloster de Berlín en 1829, desde 1840 fue profesor de la Universidad de Kiel, y también lo fue en la de Jena (a partir de 1851) y en la de Berlín (desde 1859).

## Trayectoria

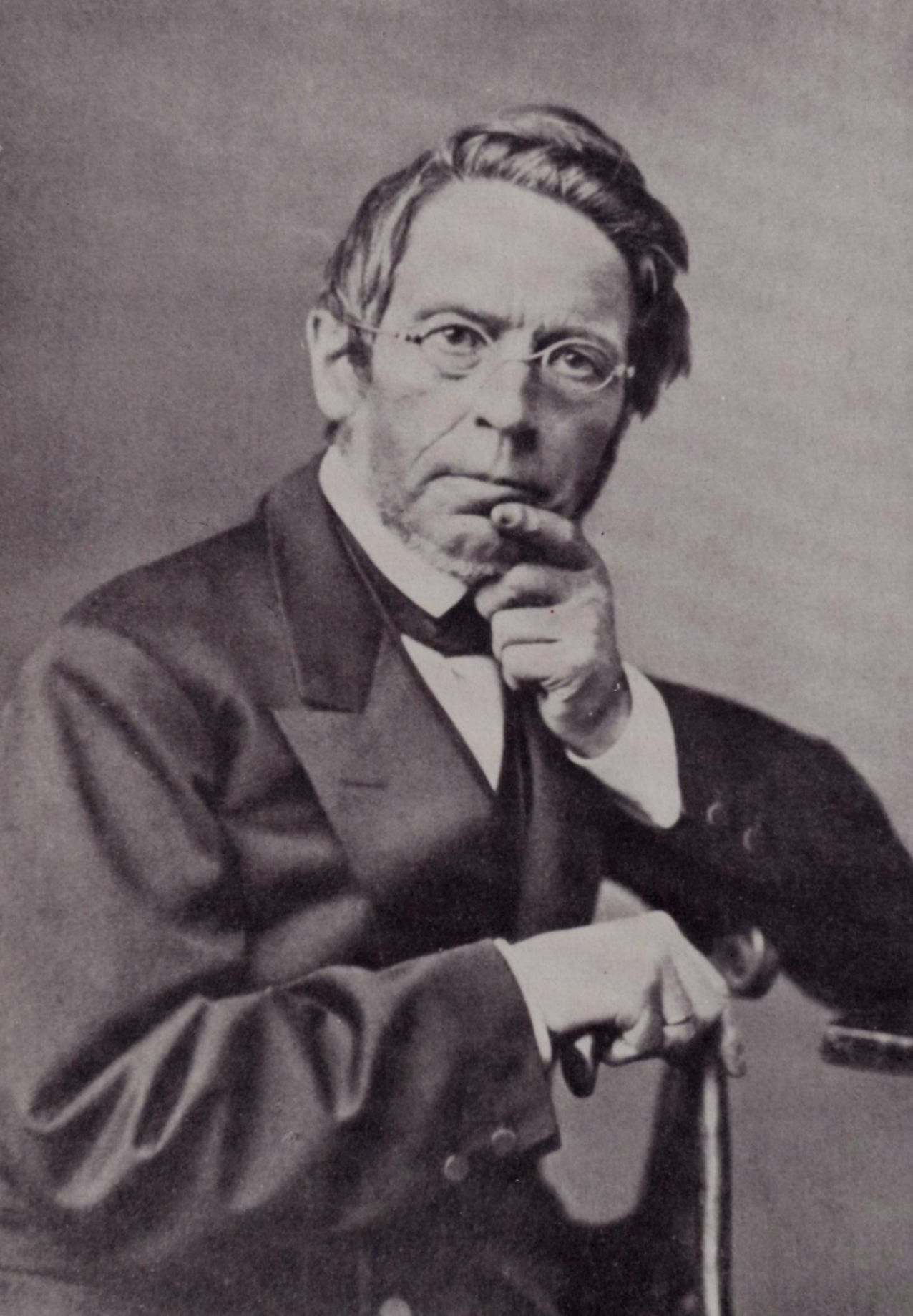
Johann Gustav Droysen.

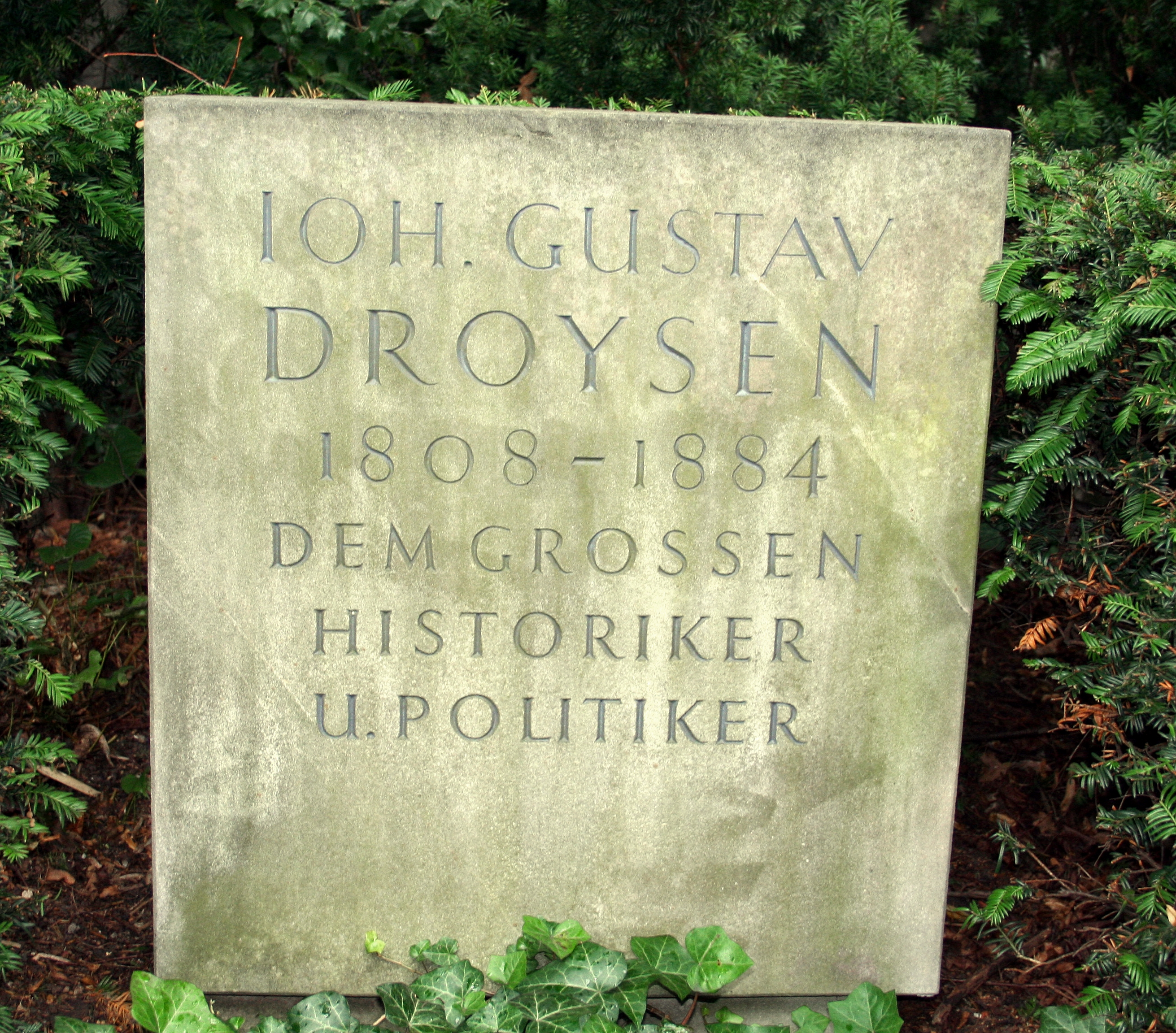
Tumba de Droysen en la iglesia de los Doce Apóstoles de Berlín.

Droysen incursiona en la política con motivo de la cuestión de Schleswig-Holstein. En 1846 participa en las llamadas «Jornadas de Germanistas» (Germanisten-Tage). En 1848 es nombrado representante del gobierno provisional de Kiel ante el Parlamento de Fráncfort, más tarde diputado de la Asamblea Nacional de Fráncfort (Frankfurter Nationalversammlung), en la que se adhiere al grupo parlamentario de centro-derecha «Casino».
Droysen se coloca en 1833 con su primera obra Historia de Alejandro Magno en la primera línea de historiadores de su tiempo. El término helenismo lo acuñó él para designar el periodo comprendido entre Alejandro Magno y Cleopatra. Posteriormente se dedicó a la historia más contemporánea; su Historia de la política prusiana (1855–1886) es la representación más amplia de la idea histórica de Prusia y la pequeña Alemania.

## Pensamiento
Droysen no pertenecía directamente a la escuela de Heinrich von Sybel y Heinrich von Treitschke, entendía la misión de la historiología en un sentido matizado. Droysen rechaza completamente la pretensión de Leopold von Ranke por la objetividad en la historiografía. Para él también la historia tenía que ejercer una función educativa para el Estado.
Como teórico de la historia, Droysen sentó las bases de la metodología de la historiología moderna. El método crítico con las fuentes, que tuvo gran influencia en la historiografía, se remonta a Droysen y Barthold Georg Niebuhr. Entre los discípulos más importantes de Droysen se encuentra Friedrich Meinecke. Su hijo Gustav Droysen fue igualmente profesor de Historia y llevó a cabo significativas investigaciones sobre la historia de la Guerra de los Treinta Años.

## Obra
- Geschichte Alexanders des Großen, 1833
- Geschichte des Hellenismus, dos volúmenes, 1836–1843
- Das Leben des Feldmarschalls Grafen Yorck von Wartenburg, tres vols., 1851/52
- Geschichte der preußischen Politik (bis 1756), catorce vols., 1855–1886
- Grundriß der Historik, 1868.